# 네덜란드령 안틸레스의 총독

네덜란드령 안틸레스의 총독 깃발

이 문서는, 네덜란드령 안틸레스의 총독에 관련된 문서이다.

## 역사
네덜란드령 안틸레스는 1954년에 설립되었으나, 총독직은 1848년부터 존재했다.
1848년 이삭 요한 라멜만 엘세비에르가 초대 총독으로 당선되었다. 그는 1854년까지 총독직을 맡았고, 그 후에도 다른 사람들이 총독으로 임명되었다.
1954년 네덜란드령 안틸레스가 설립된 이후 테운 스트뤽켄이 총독으로 당선되었다. 한참 후 하이메 살레가 총독이 되었고, 2002년 프리츠 후허드라흐가 총독이 되었다. 하지만 2010년 네덜란드령 안틸레스는 해체되었다.